# بدوم
بدوم (به هلندی: Bedum) یک شهرستان هلند در هلند است، که در استان گرونینگن واقع شده‌است.

## خصوصیات
بدوم -۱ متر بالاتر از سطح دریا واقع شده‌است و جمعیت آن ۱۰٬۴۵۹ نفر است.

## خواهرخوانده
شهر پایتس خواهرخواندهٔ بدوم هست.